# Alafia
Alafia é um género botânico pertencente à família Apocynaceae.

## Espécies
- Alafia alba
- Alafia barteri
- Alafia benthamii
- Alafia bequaerti
- Alafia butayei